# Danny Collins
Danny Collins (bra: Não Olhe para Trás; prt: Danny Collins - Nunca É Tarde) é um filme de comédia dramática estado-unidense, escrito e realizado por Dan Fogelman. Inspirado na história verídica do cantor popular Steve Tilston, o filme estrelou Al Pacino, Annette Bening, Jennifer Garner, Bobby Cannavale e Christopher Plummer. O filme foi lançado nos cinemas dos Estados Unidos em 20 de março de 2015. No Brasil o filme foi lançado em 16 de abril de 2015. Em Portugal foi lançado a 16 de julho do mesmo ano.

## Elenco
- Al Pacino como Danny Collins;
- Annette Bening como Mary Sinclair;
- Jennifer Garner como Samantha Leigh Donnelly;
- Bobby Cannavale como Tom Donnelly;
- Christopher Plummer como Frank Grubman;
- Katarina Čas como Sophie;
- Giselle Eisenberg como Hope Donelly;
- Melissa Benoist como Jamie;
- Josh Peck como Nicky Ernst e
- Eric Michael Roy como Danny Collins (jovem).

## Produção
Em novembro de 2010, Steve Carell havia sido escolhido para o papel do filho do roqueiro, mas tinha desistido por causa da sua agenda lotada. Em junho de 2011, Al Pacino estava em negociações para estrelar o filme. Em outubro 2012, Jeremy Renner  foi anunciado como substituto de Carrell e Julianne Moore foi escalada ao filme. Mas ambos foram substituídos por Bobby Cannavale e Annette Bening.
As filmagens foram iniciadas em julho de 2013, na cidade de Los Angeles. A equipa filmou uma cena com Al Pacino, durante um concerto da banda Chicago, em Los Angeles.